# Iquique
Iquíque ([ikike]) est une ville portuaire et une commune du Chili située sur les bords de l'océan Pacifique, dans la province d'Iquique qui fait partie de la région de Tarapacá au nord du Chili.

## Toponymie
Le nom de la ville vient du mot aymara ikíki, qui signifie « lieu pour rêver » ou « lieu pour se reposer », parfois plus prosaïquement résumé par « dortoir, étape, bivouac » sur la qhapaq ñan, la route côtière inca parcourue par les chaski, courriers impériaux.

## Géographie
Iquíque est la capitale de la région de Tarapacá, dans le désert d'Atacama, à 1 787 km de Santiago du Chili et à 310 km de la ville d'Arica. Elle s'étage sur un plateau côtier en pente dont l'altitude moyenne est de 50 m. Ce plateau, long de près de 10 km nord-sud, est large de 2 km en moyenne entre l'océan et les pieds, à 125 m d'altitude, d'un versant abrupt culminant à plus de 600 m : la cordillère de la Costa. Sur le littoral alternent de longs bancs rocheux sur lesquels se brisent en permanence les lames du Pacifique, rendant l'abordage impossible, et des plages alimentées par un courant côtier allant du sud vers le nord.

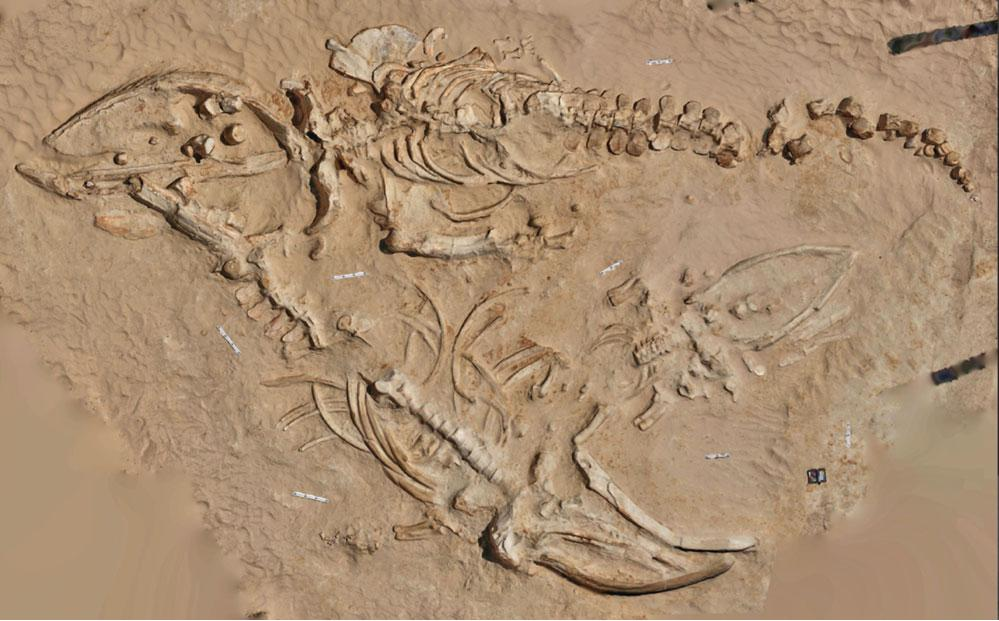
Fossiles de cétacés (baleines et baleineau) sur le plateau côtier proche d'Iquique.

Le plateau d'Iquíque est étagé par des « marches » rocheuses naturelles connues sous le nom d’acantilados fósiles : « falaises fossiles » qui marquent d'anciens littoraux rocheux battus par les vagues, ultérieurement soulevés par les séismes marquant l'élévation tectonique continuelle de l'ensemble du territoire depuis le Miocène : en effet, le plateau d'Iquíque était auparavant un plateau continental submergé et c'est pourquoi l'on y trouve par endroits des fossiles d'animaux marins échoués, dont des cétacés.

### Démographie
En 2016, la population d'Iquíque s'élevait à 199 629 habitants. La superficie de la commune est de 2 262 km2 (densité de 88 hab./km2).

## Histoire
La ville a été, durant le premier millénaire de notre ère, englobée dans l'aire de développement de la civilisation précolombienne Tiwanaku. Puis Ikíki fait partie la zone sud, appelée Qolla Suyu (« quartier du midi ») du Tawantin Suyu (« règne des quatre quartiers » ou empire Inca). Celui-ci est conquis par les Espagnols en 1572 et fut rattaché à leur vice-royauté du Pérou. Péruviennes de l'indépendance (1824) jusqu'à 1885, la ville et la province qui l'entoure furent annexées par le Chili à la suite de sa victoire dans la Guerre du Pacifique (1879-1884).
Le 21 décembre 1907 a eu lieu le massacre de l'école Santa María d'Iquique, pendant la grande grève de la province de Tarapacá, un mouvement social spontané donnant naissance à des organisations ouvrières en formation, grève que le gouvernement réprima dans le sang.

## Personnalités liées
- Elena Caffarena (1903-2003), née à Iquique, avocate et féministe chilienne, promotrice du droit de vote des femmes, des autres droits des femmes et des enfants, fondatrice et présidente d'associations.

## Infrastructures maritimes
La ville possède l'un des plus grands ports commerciaux d'Amérique du Sud, notamment utilisé pour l'exportation de nitrates. Le port bénéficie également d'une zone franche.

## Jumelages
- Miami (États-Unis) ;
- Zadar (Croatie).

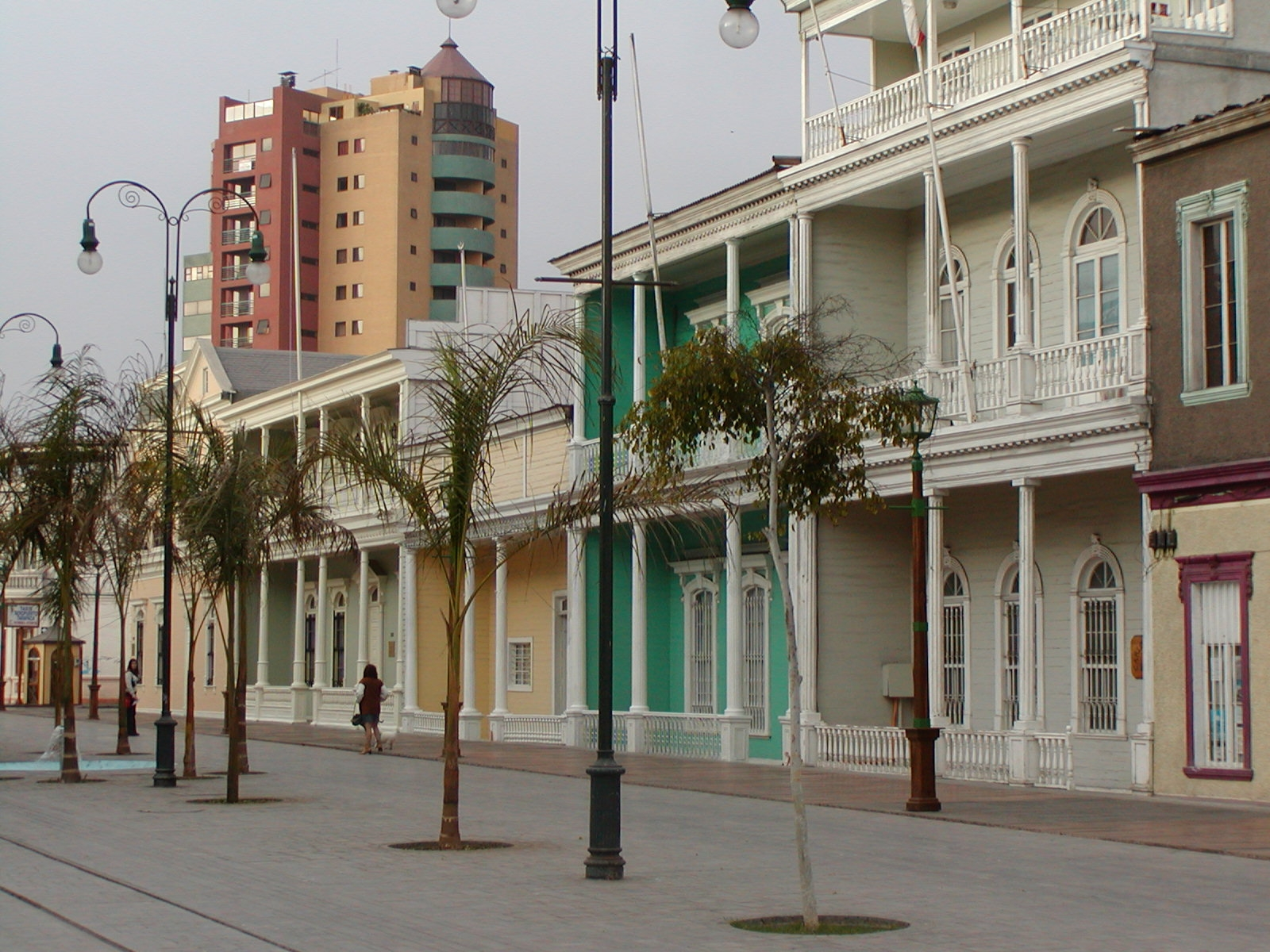
Promenade Baquedano.
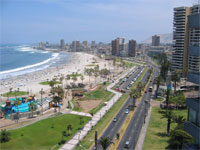
Vue côtière d'Iquique.
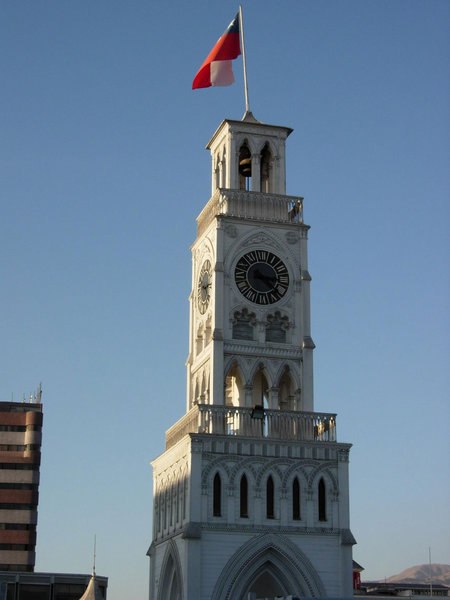
La Torre del Reloj (« Tour de l'Horloge ») de la place Arturo Prat, inaugurée en 1877.
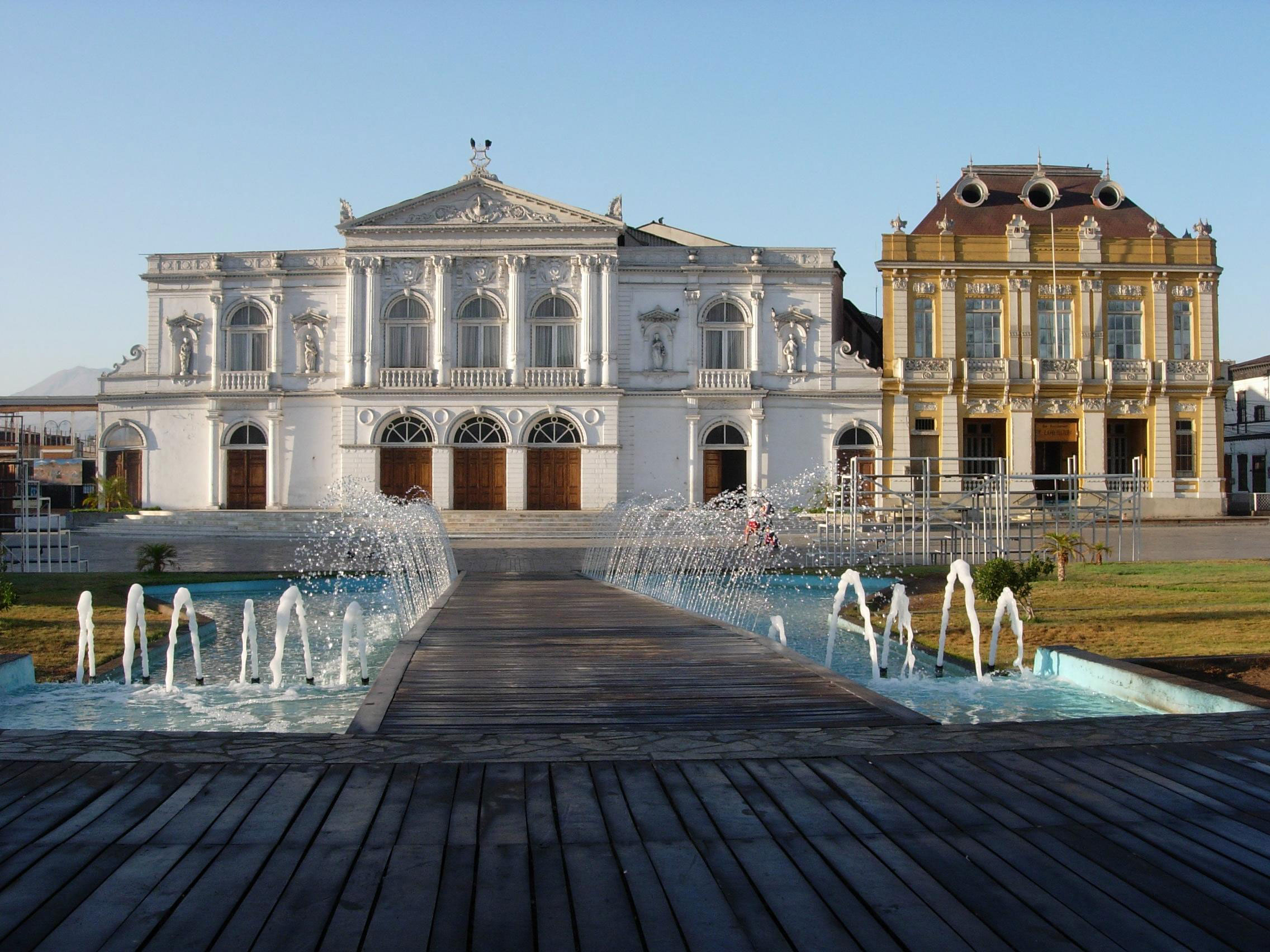
Le théâtre municipal d'Iquique.
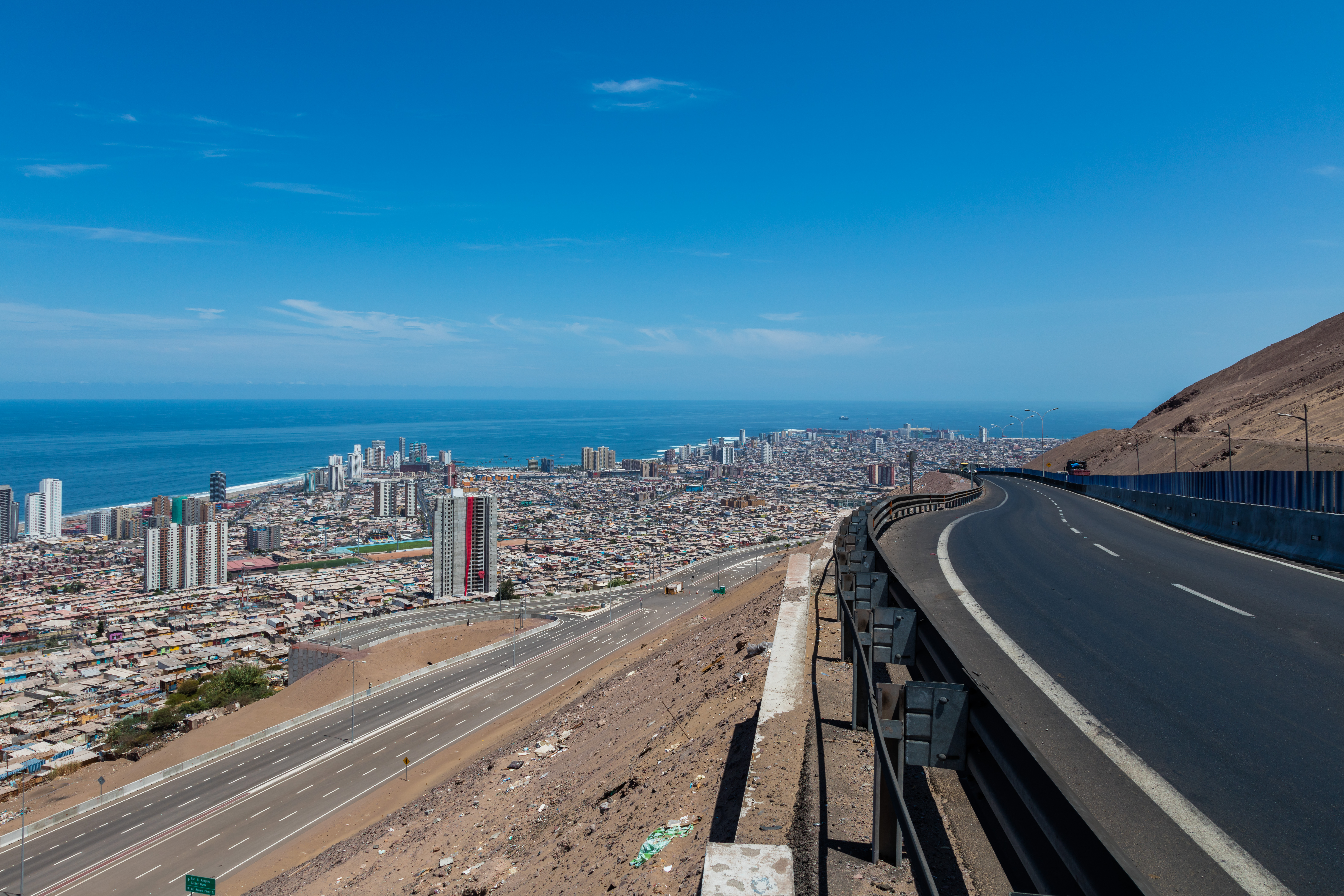
Accès à Iquique.
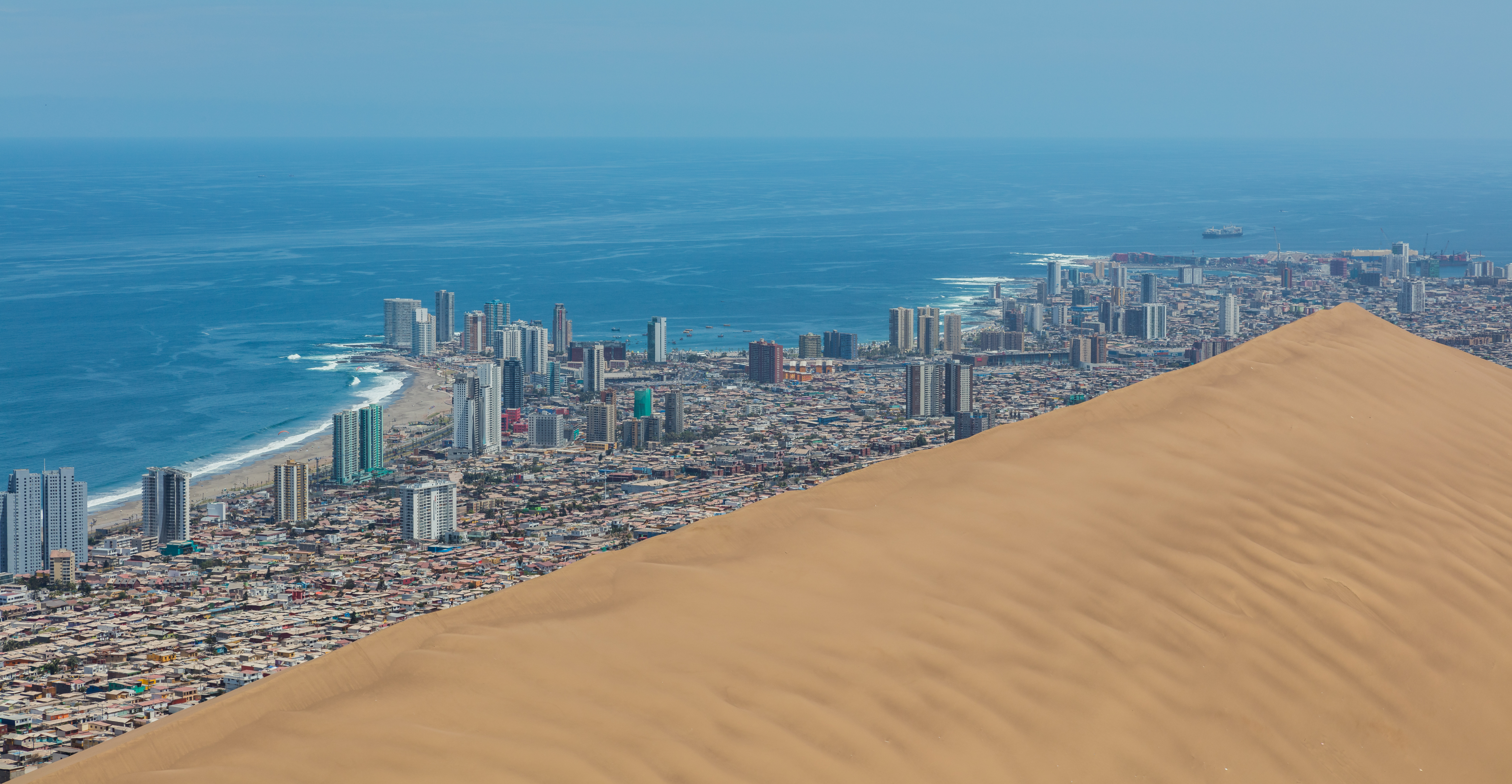
Iquique et la dune « du Dragon ».
Auditorium du théâtre municipal d'Iquique.